# Nonnenberg (Königswinter)
Nonnenberg ist ein Ortsteil der Stadt Königswinter im nordrhein-westfälischen Rhein-Sieg-Kreis. Er gehört zum Stadtteil Oberpleis und zur Gemarkung Berghausen, am 30. September 2022 zählte er 69 Einwohner.

## Geographie
Der Weiler Nonnenberg liegt etwa 2,5 km südöstlich des Ortszentrums von Oberpleis oberhalb und im Tal des Pleisbachs, der hier den Laubach als linken Zufluss aufnimmt. Die Ortschaft erstreckt sich entlang der Landesstraße 143 (Aegidienberg–Oberpleis–Troisdorf) und umfasst dabei Höhenlagen zwischen 145 und 160 m ü. NHN. Im Südosten grenzt mit dem Heisternbusch ein umfangreiches Waldgebiet an. Zu den nächstgelegenen Ortschaften gehören Dahlhausen im Norden, Berghausen im Nordosten sowie Hüscheid im Süden.

## Geschichte
Nonnenberg gehörte zur Honschaft Berghausen, einer von zuletzt fünf Honschaften, aus denen sich das Kirchspiel Oberpleis im bergischen Amt Blankenberg zusammensetzte. Ab 1594 bestand in Nonnenberg eine Getreidemühle als Bannmühle im Besitz der Propstei Oberpleis bzw. der Abtei Siegburg, die auf eine bereits zuvor betriebene Ölmühle zurückgeht. Zu ihrem Bannbezirk gehörten die vier Honschaften Eudenbach, Gratzfeld, Berghausen und Hasenpohl. Andauernde Streitigkeiten über die Abgaben zwischen der Abtei in Siegburg und der landesherrlichen Hofkammer führten 1642 zur Aufhebung des Mühlenzwangs. Seit dem 18. Jahrhundert gehörte zu der wenig ertragreichen Mühle auch ein landwirtschaftlicher Betrieb, Anfang des 19. Jahrhunderts ging die Mühle in Privatbesitz über.
Nach Auflösung des Herzogtums Berg im Jahre 1806 war Nonnenberg Teil der Kataster- bzw. Steuergemeinde Berghausen im Verwaltungsbezirk der Bürgermeisterei Oberpleis, bis es 1845/46 mit Berghausen in die neu gebildete Gemeinde Oberpleis eingegliedert wurde. Bei Volkszählungen in der ersten Hälfte des 19. Jahrhunderts war Nonnenberg als Hof verzeichnet. 1843 umfasste der Ort neun Wohnhäuser, die Nonnenberger Mühle zählte sechs Einwohner. Am 1. Oktober 1902 wurde Nonnenberg an die Bröltalbahn auf dem Streckenabschnitt zwischen Herresbach und Rostingen angeschlossen. Hier bestanden Privatanschlüsse für zwei Basaltsteinbrüche am nahegelegenen Hühnerberg. Im Juni/Juli 1951 wurde die Teilstrecke von Nonnenberg nach Rostingen stillgelegt, am 1. Februar 1956 verlor Nonnenberg mit der Einstellung der Teilstrecke nach Oberpleis seinen Anschluss an die Bröltalbahn.
Anfang der 1960er-Jahre stellte die Nonnenberger Mühle aus wirtschaftlichen Gründen ihren Betrieb ein.
| Jahr | Einwohner |
| ---- | --------- |
| 1816 | 33        |
| 1828 | 47        |
| 1843 | 60        |
| 1885 | 69        |
| 1905 | 74        |

## Sehenswürdigkeiten

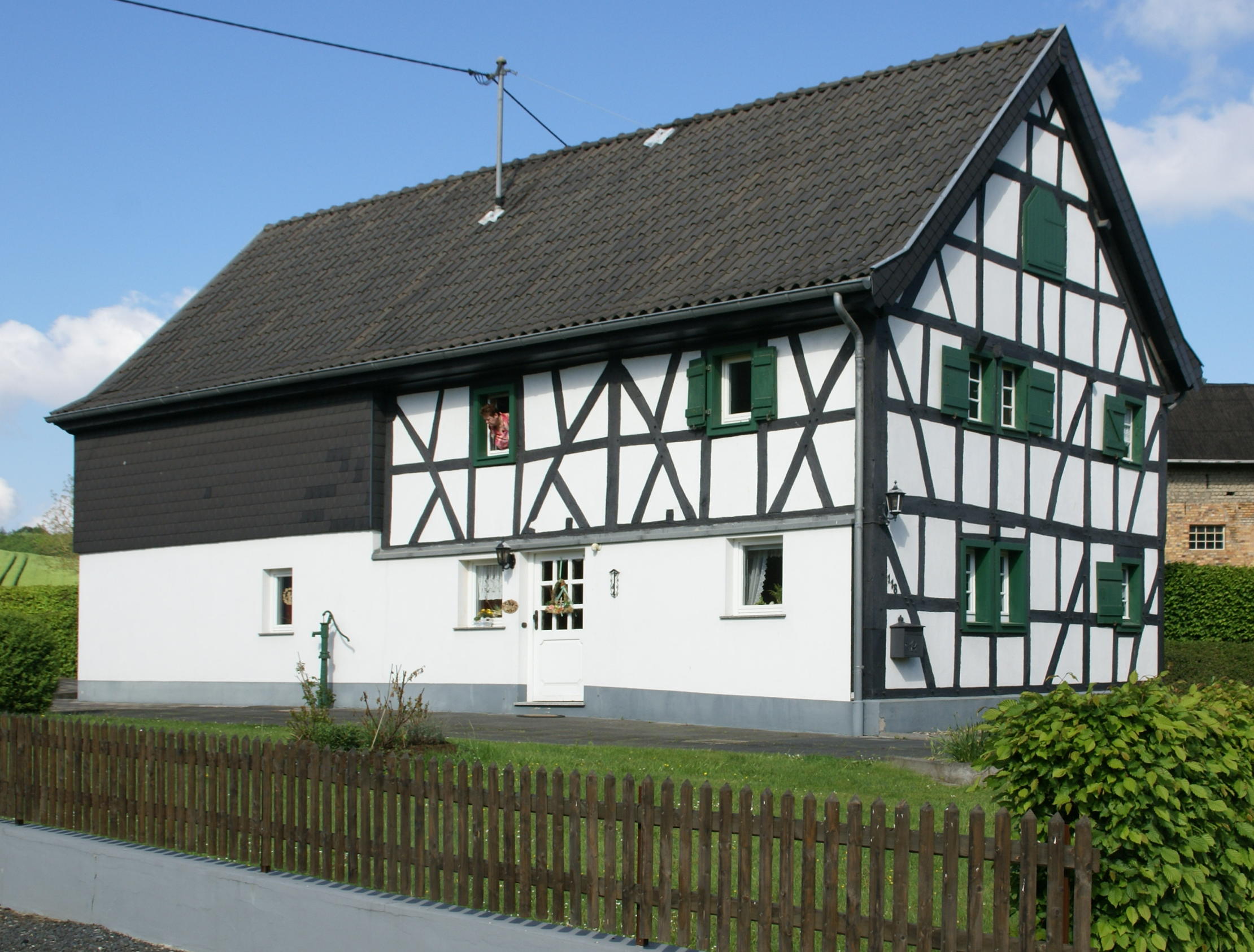
Denkmalgeschütztes Fachwerkhaus, Nonnenberger Straße 118 (2014)

Als Baudenkmal unter Denkmalschutz stehen:
- ein Fachwerkhof (Auf der Steinkaule 2); Wohnhaus aus der zweiten Hälfte des 19. Jahrhunderts als zweigeschossiger Fachwerkständerbau, Stallgebäude aus Backstein sowie Fachwerkscheune aus dem Ende des 18. Jahrhunderts[10]
- ein Fachwerkhaus (Nonnenberger Straße 118); errichtet um 1800; zweigeschossiger Ständerbau, Eingangsseite des Erdgeschosses verputzt, giebelständig nachträglicher Stallanbau[10]